# Benefon
Benefon es una fabricante finlandesa de teléfonos móviles, líder en el mercado finés después de Nokia. La compañía se dedica al mercado de la telefonía GSM. Sus oficinas centrales se localizan es Salo, Finlandia.

## Historia
Benefon fue fundada en 1988, cuando el primer director ejecutivo de Nokia, Jorma Nieminen, decidió junto con dos compañeros fundar su propia compañía. El desarrollo y la manufactura de los primeros productos de la compañía fue realizado por apenas una docena de pioneros. 
Benefon Forte NMT 450 fue el primer teléfono móvil fabricado por la nueva compañía. Este modelo fue el primer teléfono en el mundo, con una grabadora de mensajes integrada. El modelo tuvo un ciclo de vida extremadamente largo, y continuó produciéndose por 11 años.
Después del teléfono Benefon Forte, la empresa introdujo decenas de dispositivos de comunicación inalámbrica para redes NMT y GSM en los mercados de Europa, Escandinavia, Rusia y Asia. 
Una nueva era de innovación tecnológica le dio paso a nuevos productos desarrollados por Benefon con el proyectos MORE, el cual fue auspiciado por la Unión Europea. El resultado de este proyecto fue un nuevo y revolucionario concepto: un teléfono móvil con un receptor satelital tipo GPS integrado en el mismo equipo. 
Este nuevo concepto de teléfono tomó forma al liberarse el diseño de los productos GSM+GPS de Benefon, de los cuales, el modelo Benefon Esc! fue lanzado al mercado a finales de 1999, y el Benefon Track en el año 2000. 
Actualmente Benefon continúa con sus proyectos en telefonía móvil y planea expandir su mercado de trabajo. La compañía es actual accionaria de la Bolsa de Helsinki.